# Pan Klein
Pan Klein (v originále Monsieur Klein) je francouzský hraný film z roku 1976, který režíroval Joseph Losey. Film se odehrává v okupované Paříži za druhé světové války. Snímek byl v roce 1977 oceněn třemi Césary.

## Děj
Paříž v roce 1942. Robert Klein je původem alsaský obchodník se starožitnostmi, který nakupuje výhodně umělecká díla od židů. Jednoho dne zjistí, že mu někdo objednal předplatné židovských novin, ačkoliv on sám židem není. Nahlásí vše na Policejní prefektuře, kde se dozví, že existuje ještě jiný Robert Klein, který se za něj vydává. Snaží se jej proto najít. Vzniknou mu ovšem potíže s Úřadem pro židovské otázky. Musí doložit svůj nežidovský původ a odjíždí za svým otcem do Štrasburku, aby získal rodné listy prarodičů a praprarodičů, které vyžadují rasové zákony. Rodný list jedné své prababičky, která se narodila v Alžíru, však není k dispozici. Obstará si proto falešné doklady a rozhodne se odejet do Marseille a emigrovat. Přesto se znovu do Paříže vrátí, aby nalezl druhého Roberta Kleina. Přitom je zatčen, deportován na Vélodrome d'Hiver, kde je naložen do vlaku do koncentračního tábora.

## Obsazení
| Alain Delon      | Robert Klein  |
| Jeanne Moreau    | Florence      |
| Francine Bergé   | Nicole        |
| Juliet Berto     | Jeanine       |
| Suzanne Flon     | domovnice     |
| Massimo Girotti  | Charles       |
| Michael Lonsdale | Pierre        |
| Louis Seigner    | Robertův otec |

## Ocenění
Film získal v roce 1977 tři ceny César za nejlepší film, nejlepší režii (Joseph Losey) a nejlepší výpravu (Alexandre Trauner).